# 129-й гвардейский истребительный авиационный полк
129-й гварде́йский истреби́тельный авиацио́нный Сандоми́рский о́рденов Богда́на Хмельни́цкого и Алекса́ндра Не́вского полк (129-й гв. иап) — воинская часть Военно-воздушных сил (ВВС) Вооружённых Сил РККА, принимавшая участие в боевых действиях Великой Отечественной войны. Полк является 5-м по результативности истребительных полков Великой Отечественной войны по количеству сбитых в воздухе самолётов противника в авиации ВВС РККА

## Наименования полка
За весь период своего существования полк несколько раз менял своё наименование:
- 27-й истребительный авиационный полк;
- 129-й гвардейский истребительный авиационный полк;
- 129-й гвардейский истребительный авиационный Сандомирский полк;
- 129-й гвардейский истребительный авиационный Сандомирский ордена Александра Невского полк;
- 129-й гвардейский истребительный авиационный Сандомирский орденов Александра Невского и Богдана Хмельницкого полк;
- Войсковая часть (Полевая почта) 35484.

| МиГ-3 |  | Як-7 | ЛаГГ-3 |

## Создание полка
129-й гвардейский истребительный авиационный полк образован переименованием 9 октября 1943 года 27-го истребительного авиационного полка в гвардейский за образцовое выполнение боевых задач и проявленные при этом мужество и героизм

## Расформирование полка
129-й гвардейский истребительный авиационный Сандомирский орденов Александра Невского и Богдана Хмельницкого полк был расформирован в составе 22-й гвардейской истребительной авиационной дивизии 2-й воздушной армии Центральной группы войск (Австрия)

## В действующей армии
В составе действующей армии:
- с 9 октября 1943 года по 11 мая 1945 года.

## Командиры полка
- подполковник Демидов Пётр Куприянович[6], 07.1940 — 09.1941
- майор Иванов Владимир Алексеевич[6], 11.1941 — 08.1942
- подполковник Слуцков Алексей Дмитриевич[6], 19.08.1942 — 10.02.1943
- майор Богданов Павел Алексеевич[6], 15.02.1943 — 12.03.1943
- майор, подполковник Бобров Владимир Иванович[6], 04.04.1943 — 22.02.1944
- майор, подполковник Фигичев Валентин Алексеевич[6], 22.02.1944 — 31.12.1945

## В составе соединений и объединений
| Период        | Фронт (округ)            | армия               | корпус                                            | дивизия                                             | примечание                                        |
| ------------- | ------------------------ | ------------------- | ------------------------------------------------- | --------------------------------------------------- | ------------------------------------------------- |
| 04.10.1943 г. | Степной фронт            | 5-я воздушная армия | 7-й истребительный авиационный корпус             | 205-я истребительная авиационная дивизия            | Р-39 «Аэрокобра»                                  |
| 09.10.1943 г. | Степной фронт            | 5-я воздушная армия | 7-й истребительный авиационный корпус             | 205-я истребительная авиационная дивизия            | полк переименован в гвардейский, Р-39 «Аэрокобра» |
| 20.10.1943 г. | 1-й Украинский фронт     | 5-я воздушная армия | 7-й истребительный авиационный корпус             | 205-я истребительная авиационная дивизия            | Р-39 «Аэрокобра»                                  |
| 08.07.1944 г. | 1-й Украинский фронт     | 8-я воздушная армия | 7-й истребительный авиационный корпус             | 205-я истребительная авиационная дивизия            | Р-39 «Аэрокобра»                                  |
| 31.07.1944 г. | 1-й Украинский фронт     | 2-я воздушная армия | 7-й истребительный авиационный корпус             | 205-я истребительная авиационная дивизия            | Р-39 «Аэрокобра»                                  |
| 27.10.1944 г. | 1-й Украинский фронт     | 2-я воздушная армия | 6-й гвардейский истребительный авиационный корпус | 22-я гвардейская истребительная авиационная дивизия | Р-39 «Аэрокобра»                                  |
| 11.05.1945 г. | 1-й Украинский фронт     | 2-я воздушная армия | 6-й гвардейский истребительный авиационный корпус | 22-я гвардейская истребительная авиационная дивизия | Р-39 «Аэрокобра»                                  |
| 26.06.1945 г. | Центральная группа войск | 2-я воздушная армия | 6-й гвардейский истребительный авиационный корпус | 22-я гвардейская истребительная авиационная дивизия | Австрия, Р-39 «Аэрокобра»                         |
| 12.03.1947 г. | Центральная группа войск | 2-я воздушная армия | 6-й гвардейский истребительный авиационный корпус | 22-я гвардейская истребительная авиационная дивизия | Австрия, Р-39 «Аэрокобра», расформирован          |

## Участие в операциях и битвах
- Противовоздушная оборона Москвы — с 22 июня 1941 года по 31 июля 1941 года
- Битва за Москву — с 30 сентября 1941 года по 20 апреля 1942 года
- Воронежско-Ворошиловградская операция — с 1 июля 1942 года по 25 июля 1942 года.
- Сталинградская битва — с 17 июля 1942 года по 1 января 1943 года
- Курская битва — с 5 июля 1943 года по 23 июля 1943 года
- Белгородско-Харьковская операция «Румянцев» — с 3 августа 1943 года по 23 августа 1943 года.
- Кировоградская операция — с 5 января 1944 года по 16 января 1944 года.
- Корсунь-Шевченковская операция — с 24 января 1944 года по 17 февраля 1944 года.
- Уманско-Ботошанская операция — с 5 марта 1944 года по 17 апреля 1944 года.
- Львовско-Сандомирская операция — с 13 июля 1944 года по 3 августа 1944 года.
- Карпатско-Дуклинская операция — с 27 октября 1944 года по 28 октября 1944 года.
- Висло-Одерская операция — с 12 января 1945 года по 3 февраля 1945 года.
- Сандомирско-Силезская операция — с 12 января 1945 года по 3 февраля 1945 года.
- Нижне-Силезская операция — с 8 февраля 1945 года по 24 февраля 1945 года.
- Воздушная блокада Бреслау — с 23 февраля 1945 года по 6 мая 1945 года.
- Верхне-Силезская операция — с 15 марта 1945 года по 31 марта 1945 года.
- Берлинская операция — с 16 апреля 1945 года по 8 мая 1945 года.
- Пражская операция — с 6 мая 1945 года по 11 мая 1945 года.

## Почётные наименования

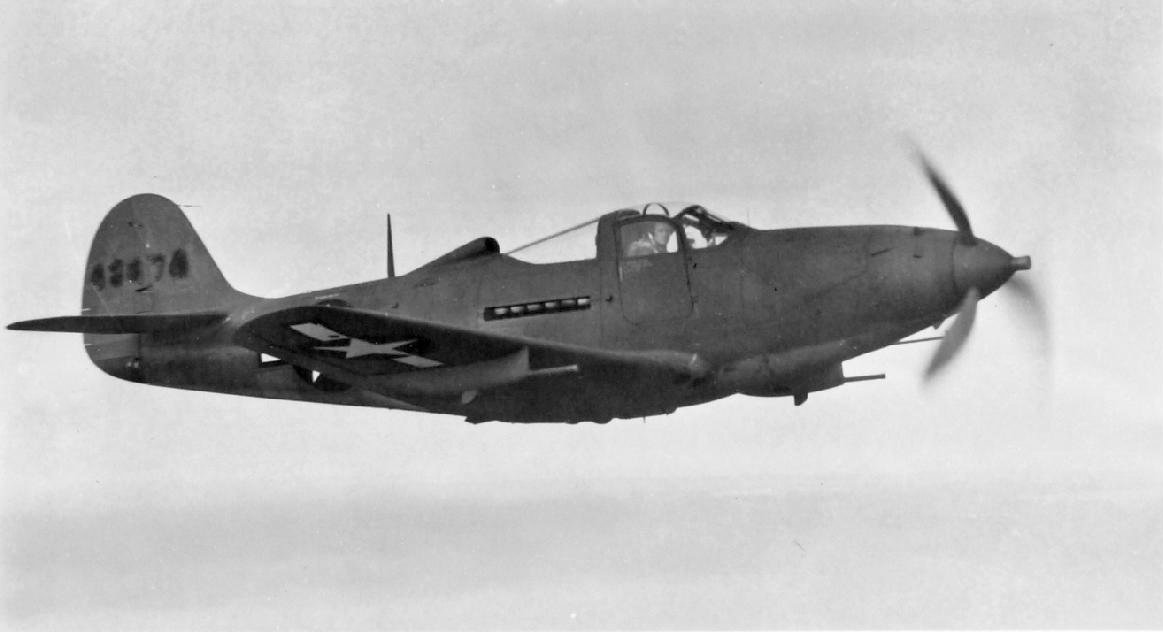
Р-39 Аэрокобра

- 129-му гвардейскому истребительному авиационному полку 1 сентября 1944 года за отличие в боях при форсировании реки Висла и за овладение городом Сандомир Приказом ВГК[7] присвоено почётное наименование «Сандомирский».

## Награды
- 129-й гвардейский Сандомирский истребительный авиационный полк 26 мая 1945 года за образцовое выполнение боевых заданий командования в боях при прорыве обороны немцев на реке Нейссе и овладении городами Коттбус, Люббен, Цоссен, Беелитц, Лукенвальде, Тройенбритцен, Цана, Мариенсфельде, Треббин, Рантсдорф, Дидерсдорф, Кельтов и проявленные при этом доблесть и мужество Указом Президиума Верховного Совета СССР награждён орденом Александра Невского[8]
- 129-й гвардейский Сандомирский ордена Александра Невского истребительный авиационный полк 4 июня 1945 года за образцовое выполнение боевых заданий командования при ликвидации группировки немецких войск, окружённой юго-восточнее Берлина, и проявленные при этом доблесть и мужество Указом Президиума Верховного Совета СССР награждён орденом Богдана Хмельницкого II степени[9].

## Благодарности Верховного Главнокомандующего

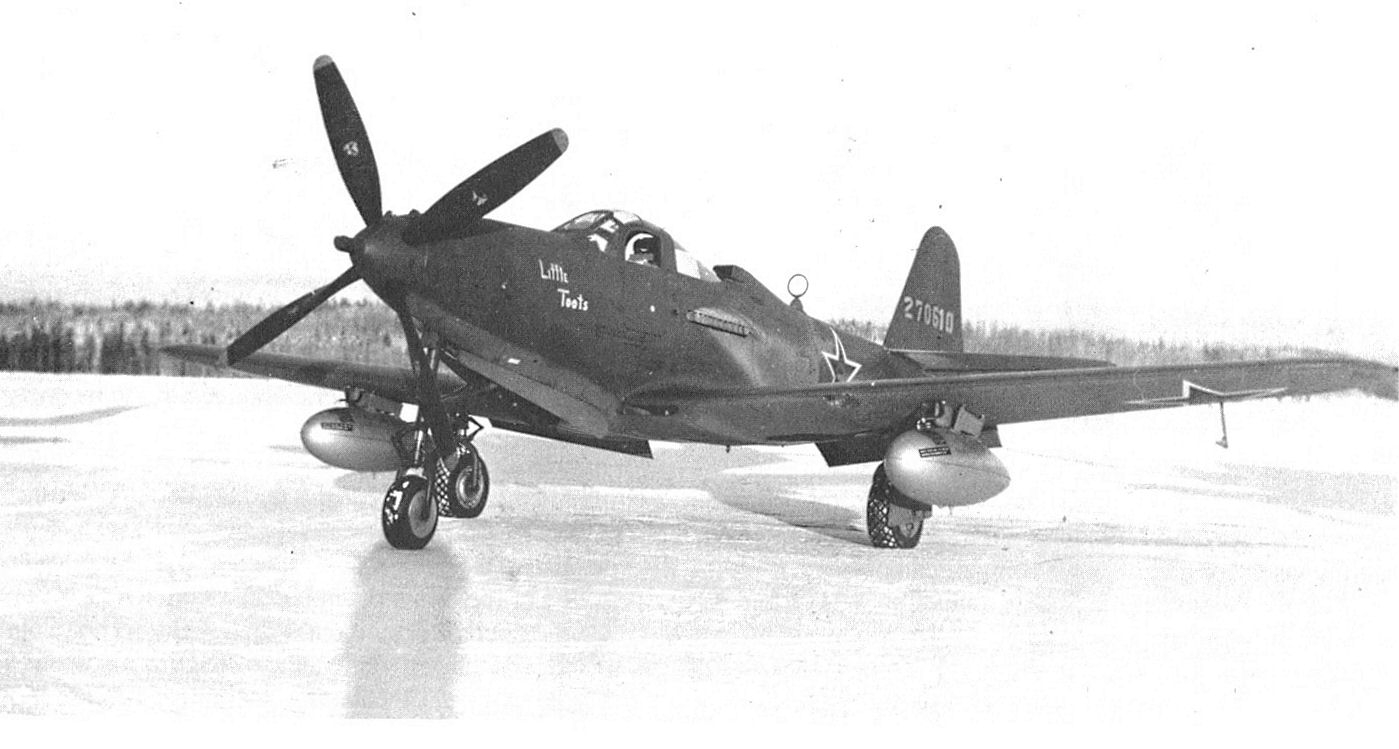
Bell P-63 Кингкобра

Верховным Главнокомандующим дивизии объявлены благодарности:
- За освобождение города Кировоград[10]
- За овладение городами Оппельн, Равич и Трахенберг[11]
- За разгром окружённой группировки противника юго-западнее Оппельна и овладении в Силезии городами Нойштадт, Козель, Штейнау, Зюльц, Краппитц, Обер-Глогау, Фалькенберг[12]
- За ликвидацию группы немецких войск, окружённой юго-восточнее Берлина[13]

## Отличившиеся воины
- Гулаев Николай Дмитриевич, капитан, командир эскадрильи 129-го гвардейского истребительного авиационного полка 205-й истребительной авиационной дивизии 7-го истребительного авиационного корпуса 5-й воздушной армии 1 июля 1944 года удостоен звания Дважды Герой Советского Союза. Золотая Звезда № н/д
- Катрич Алексей Николаевич, заместитель командира эскадрильи 27-го истребительного авиационного полка 6-го истребительного авиационного корпуса ПВО, лейтенант, 28 октября 1941 года удостоен звания Герой Советского Союза. Золотая Звезда № 549.
- Матаков Василий Николаевич, заместитель командира эскадрильи 27-го истребительного авиационного полка 6-го истребительного авиационного корпуса ПВО, младший лейтенант, 4 марта 1942 года удостоен звания Герой Советского Союза. Золотая Звезда № 668.
- Еремеев Пётр Васильевич, заместитель командира эскадрильи 27-го истребительного авиационного полка 6-го истребительного авиационного корпуса ПВО, старший лейтенант, 21 сентября 1995 года Указом Президента России удостоен звания Герой России. Посмертно.
- Ковачевич Аркадий Фёдорович, заместитель командира эскадрильи 27-го истребительного авиационного полка 6-го истребительного авиационного корпуса ПВО, 1 мая 1943 года удостоен звания Герой Советского Союза. Золотая Звезда № 956
- Архипенко Фёдор Фёдорович, майор, помощник командира 129-го гвардейского истребительного авиационного 22-й гвардейской истребительной авиационной дивизии 6-го гвардейского истребительного авиационного корпуса 2-й воздушной армии 27 июня 1945 года удостоен звания Герой Советского Союза. Золотая Звезда № 4820
- Бекашонок Михаил Васильевич, капитан, помощник командира 129-го гвардейского истребительного авиационного полка по воздушно-стрелковой службе 22-й гвардейской истребительной авиационной дивизии 6-го гвардейского истребительного авиационного корпуса 2-й воздушной армии 27 июня 1945 года удостоен звания Герой Советского Союза. Золотая Звезда № 6556
- Бобров Владимир Иванович, командир полка, Указом Президента СССР от 20 марта 1991 года за «мужество и воинскую доблесть, проявленные в годы Великой Отечественной войны» посмертно был удостоен звания Героя Советского Союза. Орден Ленина и медаль «Золотая Звезда» № 11645 были вручены родным[14].
- Глотов Николай Иванович, младший лейтенант, командир звена 129-го гвардейского истребительного авиационного полка 22-й гвардейской истребительной авиационной дивизии 6-го гвардейского истребительного авиационного корпуса 2-й воздушной армии 27 июня 1945 года удостоен звания Герой Советского Союза. Золотая Звезда № 7874
- Карлов Валентин Андреевич, старший лейтенант, штурман эскадрильи 129-го гвардейского истребительного авиационного полка 22-й гвардейской истребительной авиационной дивизии 6-го гвардейского истребительного авиационного корпуса 2-й воздушной армии 27 июня 1945 года удостоен звания Герой Советского Союза. Золотая Звезда № 7998
- Лусто Михаил Васильевич, старший лейтенант, командир эскадрильи 129-го гвардейского истребительного авиационного полка авиационного 22-й гвардейской истребительной авиационной дивизии 6-го гвардейского истребительного авиационного корпуса 2-й воздушной армии 27 июня 1945 года удостоен звания Герой Советского Союза. Золотая Звезда № 7905
- Мариинский Евгений Пахомович, старший лейтенант, командир звена 129-го гвардейского истребительного авиационного полка 22-й гвардейской истребительной авиационной дивизии 6-го гвардейского истребительного авиационного корпуса 2-й воздушной армии 27 июня 1945 года удостоен звания Герой Советского Союза. Золотая Звезда № 7918
- Нагорный Виктор Сергеевич, Лётчик 27-го истребительного авиационного полка 287-й истребительной авиационной дивизии, старший лейтенант, 1 июля 1944 года удостоен звания Герой Советского Союза. Золотая Звезда № 4042
- Никифоров Пётр Павлович, капитан, штурман 129-го гвардейского истребительного авиационного полка 22-й гвардейской истребительной авиационной дивизии 6-го гвардейского истребительного авиационного корпуса 2-й воздушной армии 27 июня 1945 года удостоен звания Герой Советского Союза. Золотая Звезда № 8045
- Гулаев, Николай Дмитриевич, старший лейтенант, заместитель командира эскадрильи 27-го истребительного авиационного полка 205-й истребительной авиационной дивизии 28 сентября 1943 года удостоен звания Герой Советского Союза. Золотая Звезда № 1497.
- Чепинога Павел Иосифович, командир эскадрильи 27-го истребительного авиационного полка, 26 октября 1944 года удостоен звания Герой Советского Союза. Золотая Звезда № 4606

## Статистика боевых действий
Всего за годы Великой Отечественной войны полком:
| Выполнено боевых вылетов | Сбито самолётов в воздухе | Уничтожено самолётов всего |
| ------------------------ | ------------------------- | -------------------------- |
| 11296                    | 521                       | 546                        |

Свои потери:
| Потеряно самолётов, всего | Погибло лётчиков всего | Погибло лётчиков в воздушных боях | Не вернулись с боевого задания | Погибло при налётах и прочие небоевые потери | Погибло в авиакатастрофах и умерло от ран |
| ------------------------- | ---------------------- | --------------------------------- | ------------------------------ | -------------------------------------------- | ----------------------------------------- |
| 201                       | 52                     | 21                                | 25                             | 1                                            | 5                                         |

## Базирование
| Период            | Аэродром                |
| ----------------- | ----------------------- |
| 5.45 — 6.45       | Джагра, Германия        |
| 28.6.45 — 25.7.45 | Тульн-на-Дунае, Австрия |
| 25.7.45 — 1946    | Штоккерау, Австрия      |
| 1946 — 14.3.47    | Парндорф, Австрия       |

## Самолёты на вооружении
| Период      | Самолёты       |
| ----------- | -------------- |
| 1938 — 1941 | И-15, И-16     |
| 1941 — 1942 | МиГ-3          |
| 1942 — 1943 | Ла-5           |
| 1943 — 1943 | Як-1           |
| 1943 — 1943 | Як-7Б          |
| 1943 — 1946 | P-39 Airacobra |
| 1946 — 1947 | P-63 Kingcobra |